# Trosstreepzaad
Trosstreepzaad of rozetstreepzaad (Crepis praemorsa) is een overblijvende plant uit de composietenfamilie (Asteraceae). De plant komt van nature voor in Oost- en Midden-Europa en Midden-Azië en is inheems in Wallonië. Het aantal chromosomen is 2n = 8.
De plant wordt 30-60 cm hoog en vormt een korte, afgebeten ogende, kromme wortelstok. De plant vormt een bladrozet. De rechtopstaande, bladloze stengel is rond en gegroefd en bezet met korte donzige haren. De geelgroene, langwerpig tot omgekeerd eironde rozetbladeren zijn aan de basis versmald, 5-20 cm lang en 8-55 mm breed. De bladrand is gaaf of weinig getand.
Trosstreepzaad bloeit vanaf mei tot in juli met lichtgele, zelden roze of witte bloemen. De bloeiwijze is een trosvormig tot pluimvormig met 10-30 hoofdjes. De hoofdjes bloeien een voor een van boven naar beneden. Er zijn alleen lintbloemen, die 15-18 mm lang zijn. De omwindselblaadjes zijn kaal en na de bloei niet teruggeslagen. Het cilindrische tot klokvormige omwindsel is 7-12 mm lang en 3-7 mm breed. De omwindselblaadjes zijn donkergroen met een smalle lichtgroene rand, de binnenste zijn verspreid borstelig behaard en de buitenste zijn grijs pluizig tot ruwharig.
De vrucht is een lichtbruin, spoelvormig, 3-4 mm lang nootje met ongeveer 20 gladde ribben. Het vruchtpluis is sneeuwwit.

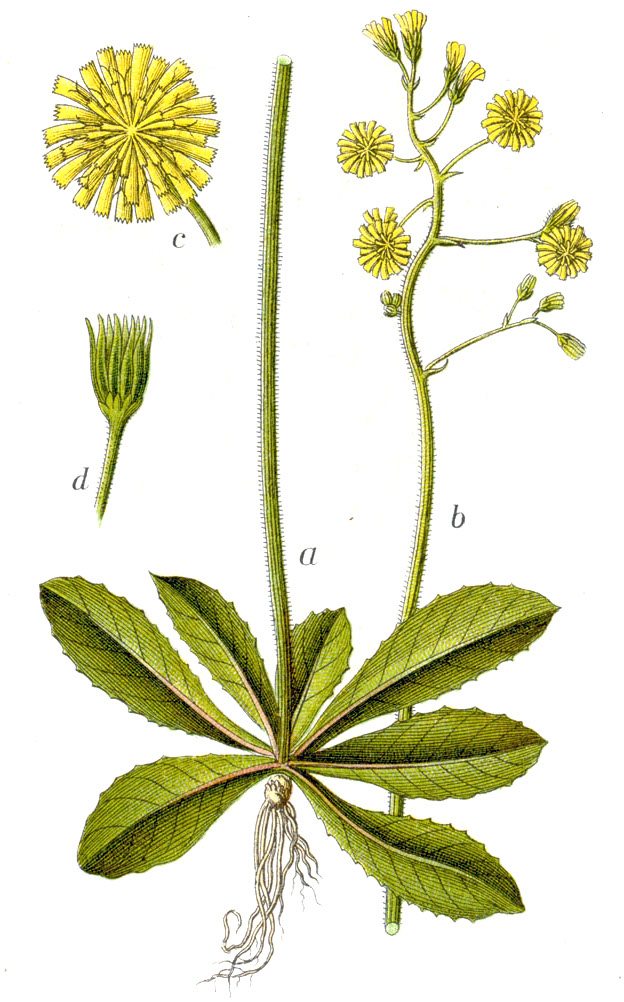
Illustratie van Jacob Sturm
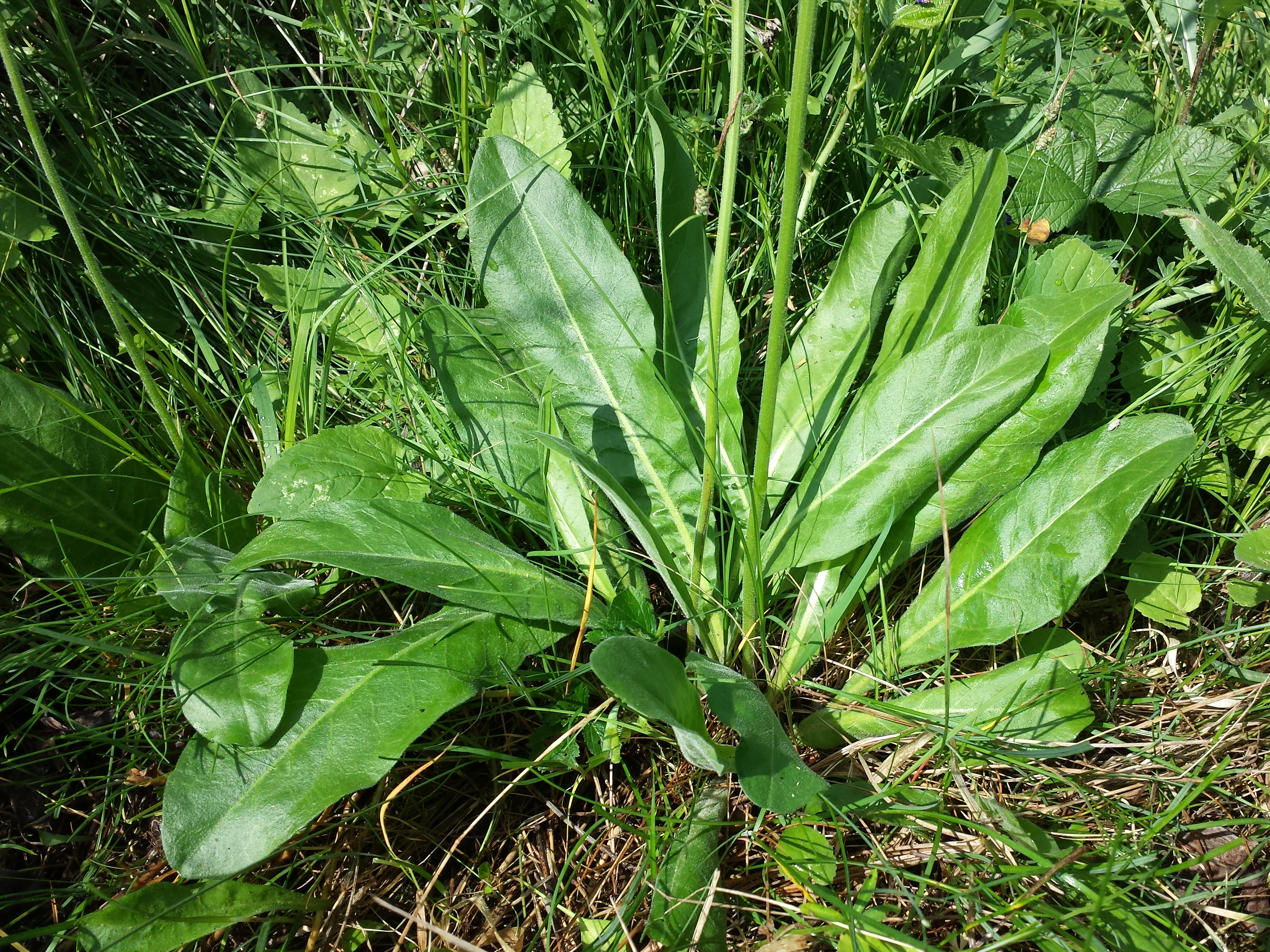
Bladrozet
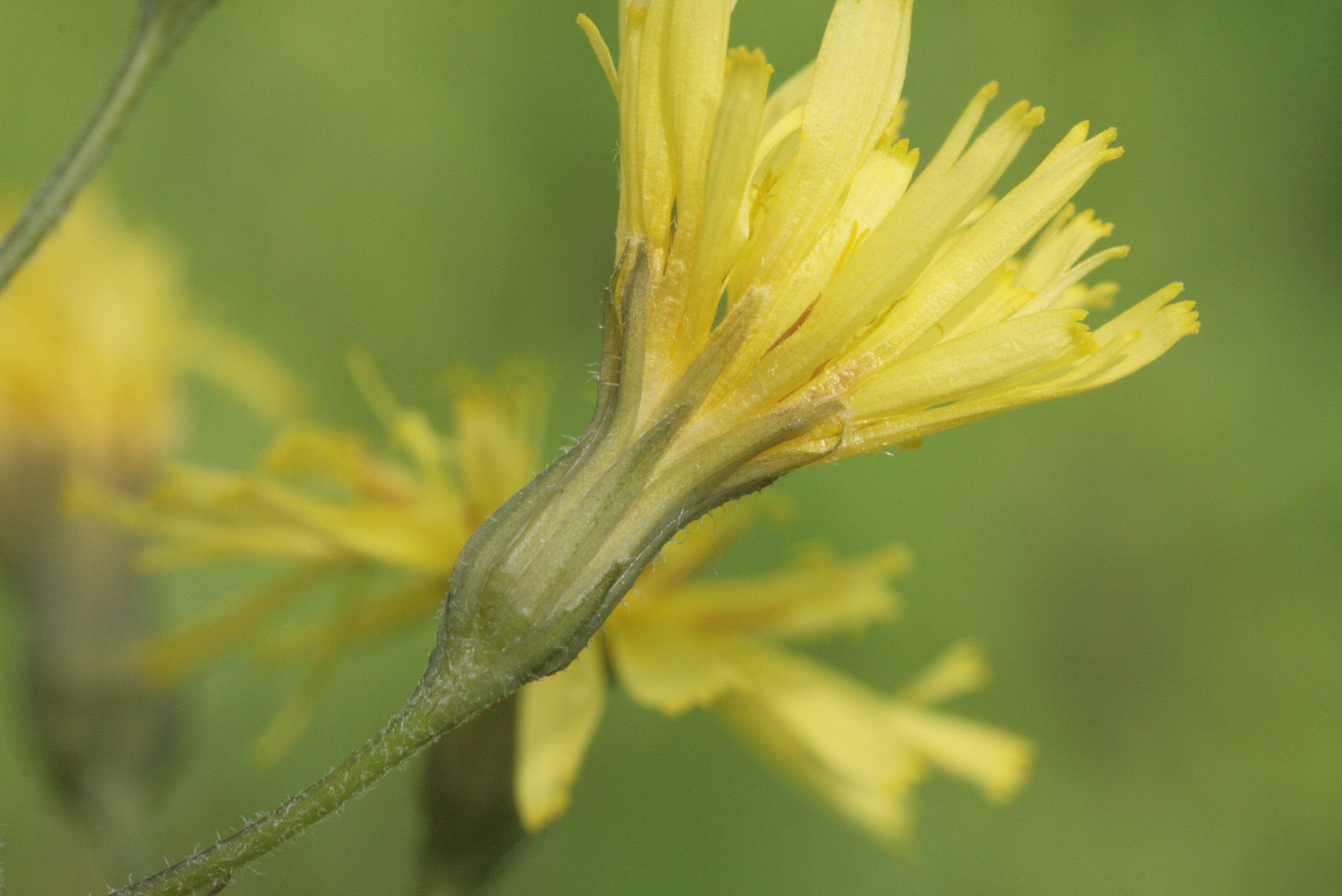
Hoofdje
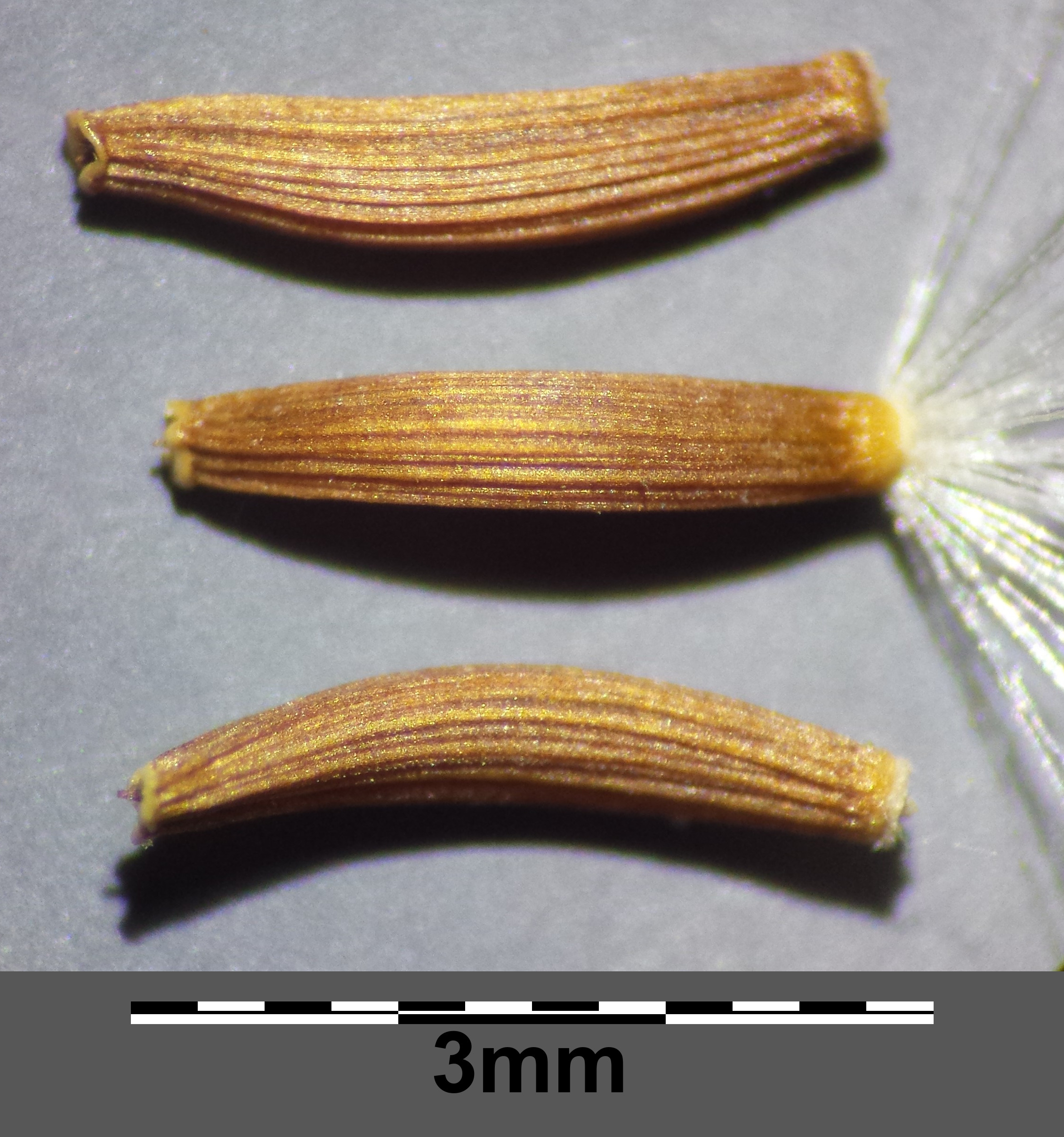
Nootjes

Trosstreepzaad komt voor op droge, kalkrijke, grond in kalkgrasland, langs bosranden en op stenige plaatsen.